# Pastarček potoční
Pastarček potoční (Tephroseris crispa), též jako starček potoční, je vytrvalá bylina, rostoucí na vlhčích stanovištích ve vyšších polohách. V Česku je zařazena do Červeného seznamu ohrožených druhů v kategorii C4 jako druh vyžadující další pozornost.

## Popis
Pastarček potoční je vytrvalá bylina vysoká 20–70 cm. Lodyha je přímá, jednoduchá, podélně rýhovaná, vlnatá nebo lysá. Listy jsou též vlnaté až lysé; spodní lodyžní listy mají dlouhé, při bázi rozšířené řapíky, listové čepele mají vejčitě kopinatý tvar, s nerovnoměrně zubatým a zkadeřeným okrajem. Listy, které vyrůstají v prostředku lodyhy mají řapíky krátké, široce křídlaté, při bázi zúžené a poloobjímavé, listy samotné mají vejčitý tvar. Listy při vrcholu lodyhy jsou nejmenší, podlouhle kopinaté, přisedlé a poloobjímavé. Květenstvím je úbor, který v měří v průměru 25–35 mm, je dlouze stopkatý a několik úborů tvoří zdánlivý okolík. Jazykovité květy jsou oranžovožluté. Rostlina kvete od května do srpna. Plodem je válcovitá nažka s chmýrem. Pastarček obecný má krátký oddenek.

## Stanoviště
Pastarček potoční roste na vlhkých až mokrých stanovištích, zejména na zrašelinělých loukách, rašeliništích, prameništích, v lesních mokřinách, na březích potoků, v nivách nebo v lužních olšinách.

## Areál rozšíření
Pastarček potoční je středoevropský druh. Vyskytuje se především ve vyšších polohách v areálu od jižního Německa a jižního Polska na severu po severní Itálii a severní Řecko na jihu. Na západě je hranice jeho výskytu v Durynském lese, na východě roste ještě na Ukrajině. V Alpách je hojný, v severním Maďarsku a Slovinsku roste izolovaně, v Česku je hojný v horách a podhůřích a roste roztroušeně též v chladnějších pahorkatinách. V nižších polohách se většinou nevyskytuje.

## Galerie

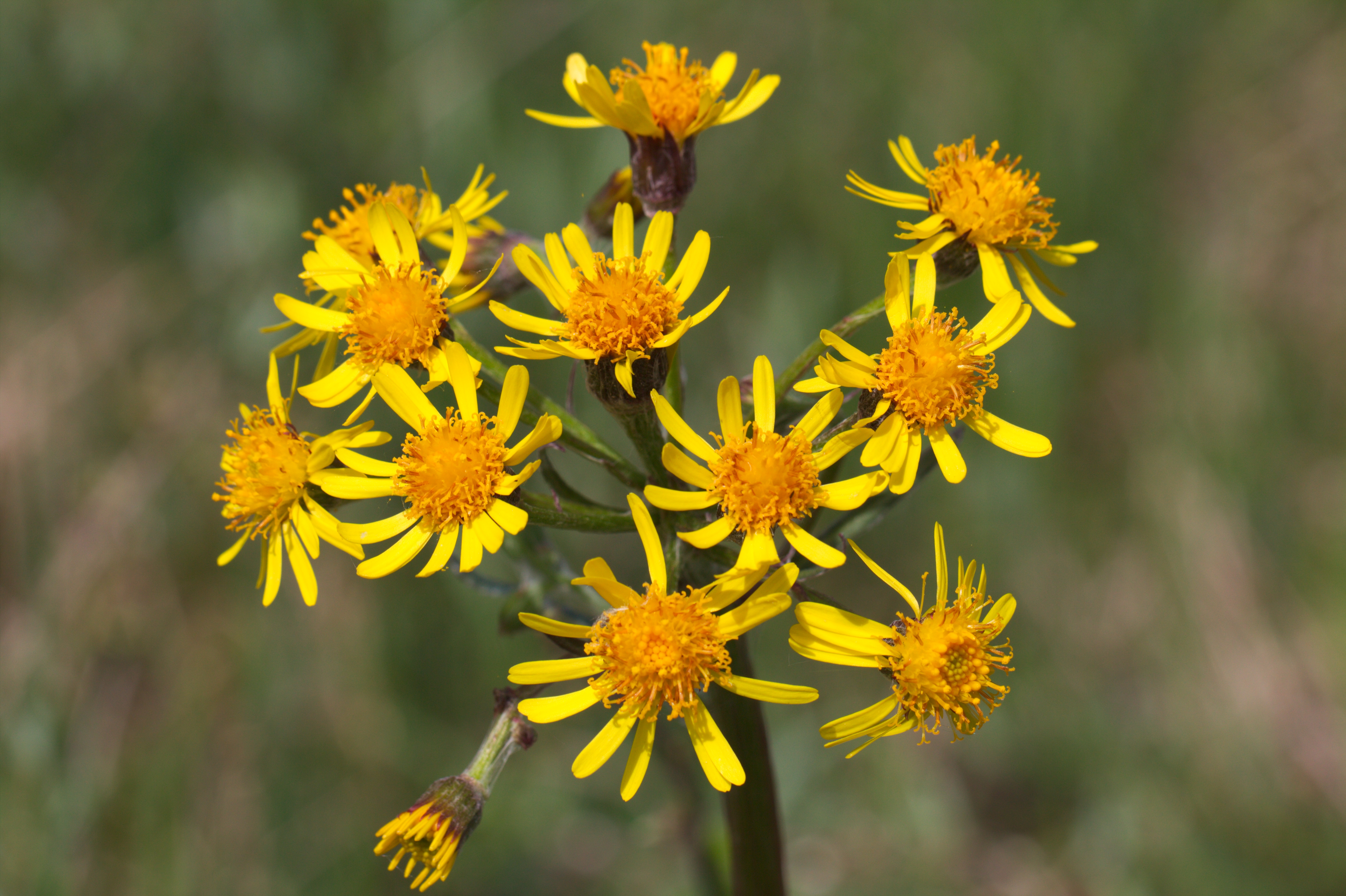
Detail květenství
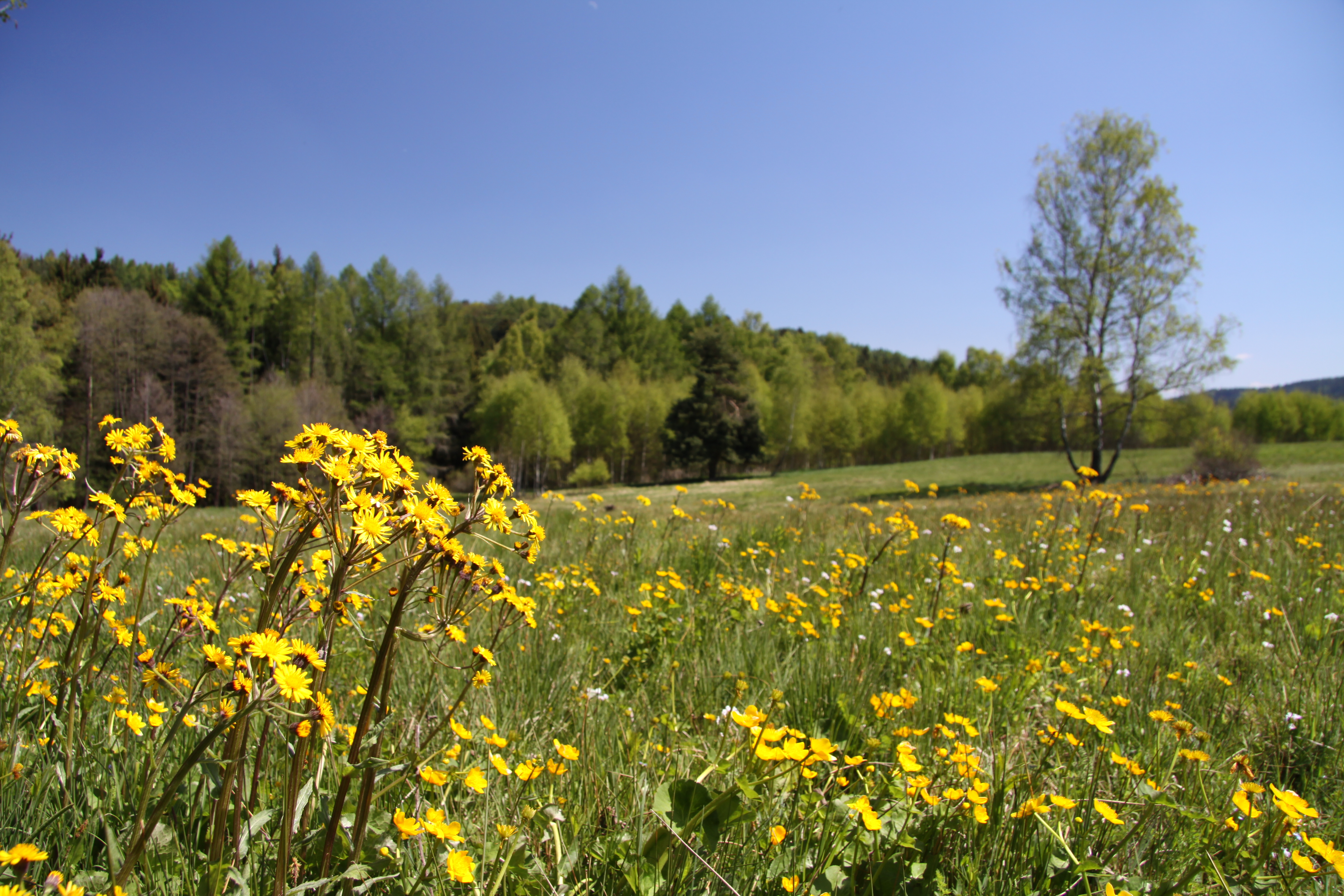
Skupina rostlin
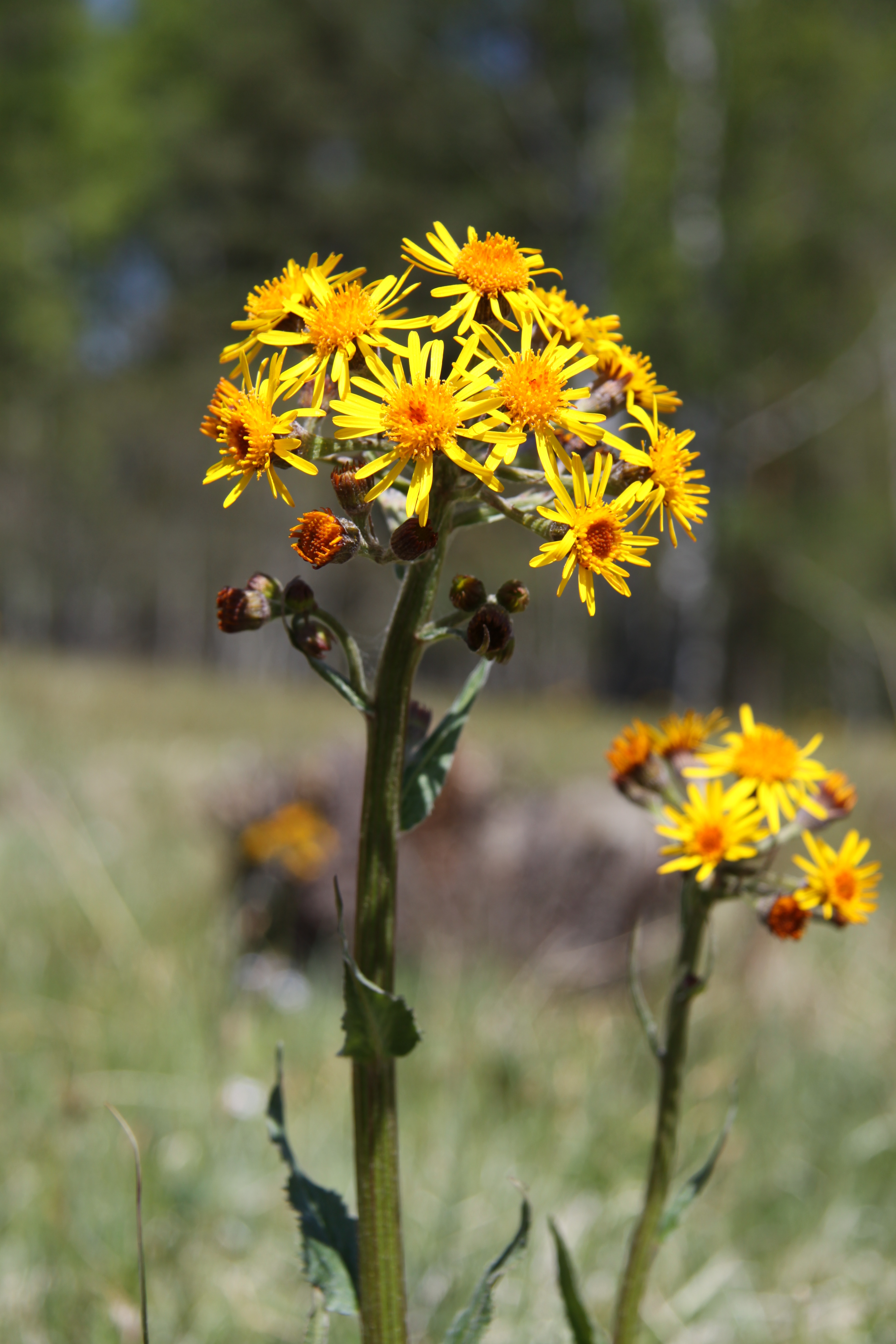
Kvetoucí pastarček